# Paloue induta
Paloue induta är en ärtväxtart som beskrevs av Noel Yvri Sandwith. Paloue induta ingår i släktet Paloue och familjen ärtväxter. Inga underarter finns listade i Catalogue of Life.